# Sing meinen Song – Das Schweizer Tauschkonzert
Sing meinen Song – Das Schweizer Tauschkonzert ist eine Fernsehsendung, die seit Februar 2020 von TV24 bzw. 3+ ausgestrahlt wird. Sie basiert auf dem niederländischen Format De beste zangers van Nederland, die erstmals 2009 vom Fernsehsender TROS gezeigt wurde.

## Konzept
Sieben Sänger schweizerdeutscher Mundart aus verschiedenen Genres kommen an einem abgelegenen Ort zusammen. Jeder der ersten sieben Abende, die aufgezeichnet werden, ist einem der Musiker gewidmet. Die anderen sechs Interpreten singen jeweils in ihrem eigenen Stil eines seiner Lieder als Coverversion vor, mit Bandbegleitung, aber ohne weiteres Publikum.
Vor jedem der Auftritte werden Ausschnitte aus den Originalvideos zum Vergleich gezeigt. Die Musiker kommentieren die Lieder, negative Kritik wird aber nicht geübt. Zusätzlich singt der Interpret des Abends ein eigenes aktuelles Lied und kürt am Ende der Folge den «Song des Abends», dessen Interpretation ihm am besten gefallen hat. In der abschliessenden achten Folge singen die Musiker ausgewählte Lieder im Duett.

## Erste Staffel
Die acht Folgen der ersten Staffel wurden vom 21. Februar bis 10. April 2020 im wöchentlichen Rhythmus von TV24 ausgestrahlt. Gastgeber war Seven, Drehort war ein Haus auf Gran Canaria. Die weiteren Künstler waren Francine Jordi, Stefanie Heinzmann, Ritschi, Marc Storace, Steff la Cheffe und Loco Escrito.
Folgenübersicht: Der jeweilige «Song des Abends» ist grün unterlegt.

### Folge 1 – Stefanie Heinzmann
21. Februar 2020
| Künstler           | Titel                  |
| ------------------ | ---------------------- |
| Stefanie Heinzmann | All We Need Is Love    |
| Loco Escrito       | My Man Is a Mean Man   |
| Steff la Cheffe    | Stranger in this World |
| Marc Storace       | Devil on my Shoulder   |
| Ritschi            | In the End             |
| Francine Jordi     | Mother’s Heart         |
| Seven              | Diggin’ in the Dirt    |

### Folge 2 – Loco Escrito
28. Februar 2020
| Künstler           | Titel             |
| ------------------ | ----------------- |
| Loco Escrito       | Sin Ti            |
| Stefanie Heinzmann | Hasta el amenecer |
| Marc Storace       | Bien Contento     |
| Francine Jordi     | Mi Culpa          |
| Steff la Cheffe    | Eres Capaz        |
| Seven              | Punto             |
| Ritschi            | Adiós             |

### Folge 3 – Francine Jordi
6. März 2020
| Künstler           | Titel                       |
| ------------------ | --------------------------- |
| Francine Jordi     | Dass Du mich liebst         |
| Marc Storace       | Wo Di am meischte ha brucht |
| Loco Escrito       | Träne                       |
| Steff la Cheffe    | Dans le jardin de mon âme   |
| Ritschi            | Da geht noch mehr           |
| Stefanie Heinzmann | Üses Läbe                   |
| Seven              | Das Feyr vo dr Sehnsucht    |

### Folge 4 – Ritschi
13. März 2020
| Künstler           | Titel                  |
| ------------------ | ---------------------- |
| Ritschi            | Geduld                 |
| Francine Jordi     | Schisstäg              |
| Seven              | UFO                    |
| Stefanie Heinzmann | Heimweh                |
| Steff la Cheffe    | Patina                 |
| Marc Storace       | Irgendeinisch          |
| Loco Escrito       | Probier mi doch mal us |

### Folge 5 – Marc Storace
20. März 2020
| Künstler           | Titel                       |
| ------------------ | --------------------------- |
| Marc Storace       | Hellraiser                  |
| Ritschi            | Bedside Radio               |
| Steff la Cheffe    | Hazy Colours                |
| Seven              | Screaming in the Night      |
| Loco Escrito       | Dirty Dynamite              |
| Stefanie Heinzmann | You Can't Stop the Rainfall |
| Francine Jordi     | Hoodoo Woman                |

### Folge 6 – Steff la Cheffe
27. März 2020
| Künstler           | Titel              |
| ------------------ | ------------------ |
| Steff la Cheffe    | Gladiole           |
| Loco Escrito       | Annabelle          |
| Francine Jordi     | Ha ke Ahnig        |
| Ritschi            | Chrieg i Dim Chopf |
| Marc Storace       | Guggisberglied     |
| Seven              | Amsterdam          |
| Stefanie Heinzmann | Holunder           |

### Folge 7 – Seven
3. April 2020
| Künstler           | Titel         |
| ------------------ | ------------- |
| Seven              | Seele         |
| Francine Jordi     | Trick         |
| Steff la Cheffe    | Make U Happy  |
| Ritschi            | Don’t Help Me |
| Stefanie Heinzmann | Lisa          |
| Marc Storace       | Father        |
| Loco Escrito       | Golden Stairs |

### Folge 8 – Duette
10. April 2020
| Künstler                              | Titel                       |
| ------------------------------------- | --------------------------- |
| Stefanie Heinzmann und Francine Jordi | Mother’s Heart              |
| Ritschi und Steff la Cheffe           | Patina                      |
| Marc Storace und Stefanie Heinzmann   | You Can't Stop the Rainfall |
| Steff la Cheffe und Loco Escrito      | Annabelle                   |
| Seven und Marc Storace mit Ritschi    | Father                      |
| Francine Jordi und Steff la Cheffe    | Dans le jardin de mon âme   |
| Loco Escrito und Seven                | Punto                       |

## Zweite Staffel
Die acht Folgen der zweiten Staffel wurden vom 3. März bis 21. April 2021 im wöchentlichen Rhythmus wiederum vom Fernsehsender TV24 ausgestrahlt und wenige Tage danach auch auf 3+. Gastgeber war wie in der ersten Staffel Seven, Drehort war erneut ein Haus auf Gran Canaria. Die weiteren Künstler waren Jaël, Beatrice Egli, Ta'Shan, Adrian Stern, Dodo und Kunz.
Folgenübersicht: Der jeweilige «Song des Abends» ist grün unterlegt.

### Folge 1 – Dodo
3. März 2021
| Künstler      | Titel       |
| ------------- | ----------- |
| Dodo          | Leu vo Züri |
| Kunz          | Hippie-Bus  |
| Adrian Stern  | Wieso       |
| Beatrice Egli | Heb dure    |
| Jaël          | Hardbrugg   |
| Seven         | Din Pulli   |
| Ta'Shan       | Zürimaa     |

### Folge 2 – Beatrice Egli
10. März 2021
| Künstler      | Titel                         |
| ------------- | ----------------------------- |
| Beatrice Egli | Le Li La                      |
| Dodo          | Sie                           |
| Seven         | Mein Herz                     |
| Adrian Stern  | Wenn                          |
| Ta'Shan       | There Again (Terra Australia) |
| Kunz          | Zuhaus                        |
| Jaël          | We Are Alive (Wir leben laut) |

### Folge 3 – Adrian Stern
17. März 2021
| Künstler      | Titel                   |
| ------------- | ----------------------- |
| Adrian Stern  | De Traum vo eusem Glück |
| Beatrice Egli | Elektrisch              |
| Kunz          | Ha nur welle wüsse …    |
| Jaël          | Zrugg zu mir            |
| Seven         | Amerika                 |
| Ta'Shan       | Das wünsch i dir        |
| Dodo          | Lieber Lieder           |

### Folge 4 – Ta'Shan
24. März 2021
| Künstler      | Titel         |
| ------------- | ------------- |
| Ta'Shan       | Same Thing    |
| Adrian Stern  | Bombay Sauce  |
| Dodo          | Fudi (Foodie) |
| Beatrice Egli | Sorry         |
| Seven         | Tik Tok       |
| Jaël          | This Time     |
| Kunz          | High          |

### Folge 5 – Kunz
31. März 2021
| Künstler      | Titel           |
| ------------- | --------------- |
| Kunz          | Möuchstrass     |
| Ta'Shan       | L.I.E.B.I.      |
| Seven         | Üses Lied       |
| Beatrice Egli | Chliini Händ    |
| Dodo          | Seisch e Gruess |
| Jaël          | Schlof nome ii  |
| Adrian Stern  | Lüüt so wie mer |

### Folge 6 – Jaël
7. April 2021
| Künstler      | Titel                                                        |
| ------------- | ------------------------------------------------------------ |
| Jaël          | Falling Again von Lunik                                      |
| Seven         | Little Bit von Lunik                                         |
| Dodo          | In Love Again                                                |
| Kunz          | Tired von Schiller featuring Jaël                            |
| Adrian Stern  | Through Your Eyes von Lunik                                  |
| Ta'Shan       | Done with Fake                                               |
| Beatrice Egli | Die allerschönsten Songs (The Most Beautiful Song von Lunik) |

### Folge 7 – Seven
14. April 2021
| Künstler      | Titel                                       |
| ------------- | ------------------------------------------- |
| Seven         | Unser kleines Wunder                        |
| Dodo          | Yes                                         |
| Kunz          | Seele                                       |
| Jaël          | Walking with You                            |
| Beatrice Egli | Ich fliege mit dem Wind (Wait for the Rain) |
| Ta'Shan       | Black Pearl                                 |
| Adrian Stern  | Nobody Wants to Dance                       |

### Folge 8 – Duette
21. April 2021
| Künstler               | Titel                         |
| ---------------------- | ----------------------------- |
| Dodo und Kunz          | Hippie-Bus                    |
| Beatrice Egli und Jaël | Wir leben laut / We Are Alive |
| Seven und Ta'Shan      | Black Pearl                   |
| Jaël und Adrian Stern  | Through Your Eyes             |
| Kunz und Beatrice Egli | Chliini Händ                  |
| Ta'Shan und Dodo       | Foodie / Fudi                 |
| Adrian Stern und Seven | Amerika                       |

## Dritte Staffel
Die acht Folgen der dritten Staffel wurden vom 2. März bis 20. April 2022 im wöchentlichen Rhythmus vom Fernsehsender 3+ ausgestrahlt. Gastgeber war wie in den ersten beiden Staffeln Seven, Drehort war erneut ein Haus auf Gran Canaria. Die weiteren Künstler sind Stress, Melanie Oesch, Naomi Lareine, Dabu Bucher, Caroline Chevin und Noah Veraguth.
Folgenübersicht: Der jeweilige «Song des Abends» ist grün unterlegt.

### Folge 1 – Stress
2. März 2022
| Künstler        | Titel                                               |
| --------------- | --------------------------------------------------- |
| Stress          | Just Like I Love You (featuring Stefanie Heinzmann) |
| Naomi Lareine   | Libéré                                              |
| Dabu Bucher     | Elle                                                |
| Caroline Chevin | Terre brulée                                        |
| Noah Veraguth   | Saint profit                                        |
| Seven           | Juste nous trois                                    |
| Melanie Oesch   | Rester soi-même                                     |

### Folge 2 – Melanie Oesch
9. März 2022
| Künstler        | Titel                                |
| --------------- | ------------------------------------ |
| Melanie Oesch   | Hey Melodie                          |
| Stress          | Jodel-Time                           |
| Seven           | Heimat                               |
| Caroline Chevin | Wenn Du einmal traurig bist          |
| Dabu Bucher     | Bergsee                              |
| Noah Veraguth   | A Dreamer’s Heart (Verträumtes Herz) |
| Naomi Lareine   | Gschwärmt für Di                     |

### Folge 3 – Naomi Lareine
16. März 2022
| Künstler        | Titel         |
| --------------- | ------------- |
| Naomi Lareine   | Piña Colada   |
| Caroline Chevin | Get It        |
| Noah Veraguth   | Limitless     |
| Stress          | Issa Vibe     |
| Seven           | Save You      |
| Melanie Oesch   | More and More |
| Dabu Bucher     | Red Room      |

### Folge 4 – Dabu Bucher
23. März 2022
| Künstler        | Titel                       |
| --------------- | --------------------------- |
| Dabu Bucher     | Wenn’s mir wieder guet gaht |
| Melanie Oesch   | Sunne                       |
| Naomi Lareine   | Jacke                       |
| Noah Veraguth   | Min Ort                     |
| Stress          | Angelina                    |
| Caroline Chevin | Schlaf us                   |
| Seven           | Vo vorn                     |

### Folge 5 – Caroline Chevin
30. März 2022
| Künstler        | Titel                       |
| --------------- | --------------------------- |
| Caroline Chevin | Dance the Night Away        |
| Noah Veraguth   | Hey World                   |
| Seven           | Whatever it Takes           |
| Melanie Oesch   | Flieg mit mir (Fly With Me) |
| Naomi Lareine   | Strong Enough               |
| Stress          | World Full of Lies          |
| Dabu Bucher     | Back in the Days            |

### Folge 6 – Noah Veraguth
6. April 2022
| Künstler        | Titel              |
| --------------- | ------------------ |
| Noah Veraguth   | Once in a Lifetime |
| Seven           | Lay Low            |
| Melanie Oesch   | Metropolitans      |
| Naomi Lareine   | Victoria Line      |
| Caroline Chevin | Easy               |
| Dabu Bucher     | Wedding Song       |
| Stress          | I Take It All      |

Noah Veraguth wählte keinen Song des Abends, sondern widmete den Abend der Begleitband.

### Folge 7 – Seven
13. April 2022
| Künstler        | Titel                           |
| --------------- | ------------------------------- |
| Seven           | Asche im Wind                   |
| Stress          | The Art Is King                 |
| Dabu Bucher     | Natürlich Soul (Synthetic Soul) |
| Naomi Lareine   | Thank You Pain                  |
| Melanie Oesch   | Lass uns anders sein            |
| Noah Veraguth   | JFK                             |
| Caroline Chevin | Oh Oh Oh Oh Yeah                |

### Folge 8 – Duette
20. April 2022
| Künstler                          | Titel            |
| --------------------------------- | ---------------- |
| Stress und Naomi Lareine          | Libéré           |
| Seven und Caroline Chevin         | Oh Oh Oh Oh Yeah |
| Naomi Lareine und Noah Veraguth   | Limitless        |
| Dabu Bucher und Stress            | Angelina         |
| Noah Veraguth und Seven           | Lay Low          |
| Caroline Chevin und Melanie Oesch | Fly With Me      |
| Dabu Bucher und Melanie Oesch     | Sunne            |

## Vierte Staffel
Die vierte Staffel wurde vom 8. März bis 26. April 2023 im wöchentlichen Rhythmus auf dem Fernsehsender 3+ ausgestrahlt. Gastgeber war wie in den ersten drei Staffeln Seven, Drehort war wiederum ein Haus auf Gran Canaria. Die weiteren Künstler sind Luca Hänni, Peter Reber, Baschi, Anna Rossinelli, Joya Marleen und EAZ.
Kurz vor Beginn der Ausstrahlung wurde bekannt, dass Seven nach der Staffel als Gastgeber aufhört.
Folgenübersicht: Der jeweilige «Song des Abends» ist grün unterlegt.

### Folge 1 – Baschi
8. März 2023
| Künstler        | Titel                    |
| --------------- | ------------------------ |
| Baschi          | Walzer in Wien           |
| Luca Hänni      | Gib mer e Chance         |
| Joya Marleen    | Wenn du das Lied ghörsch |
| EAZ             | Wenn das Gott wüsst      |
| Peter Reber     | D Flügel uf              |
| Anna Rossinelli | Liverpool                |
| Seven           | Bring en hei             |

### Folge 2 – Joya Marleen
15. März 2023
| Künstler        | Titel              |
| --------------- | ------------------ |
| Joya Marleen    | Next to You        |
| Baschi          | Oh Sweet           |
| Peter Reber     | Driver             |
| Seven           | It’s Been a While  |
| Anna Rossinelli | Nightmare          |
| EAZ             | Softly Speaking    |
| Luca Hänni      | Running in my Mind |

### Folge 3 – Peter Reber
22. März 2023
| Künstler        | Titel                       |
| --------------- | --------------------------- |
| Peter Reber     | Gäbs es nid                 |
| Anna Rossinelli | Hippigschpängschtli         |
| Luca Hänni      | Jede bruucht sy Insel       |
| Joya Marleen    | This Is How I Met Music     |
| Baschi          | Io senza te                 |
| EAZ             | Swiss Lady                  |
| Seven           | Ha mys Härz uf der Büni gla |

Peter Reber wählte keinen «Song des Abends».

### Folge 4 – Luca Hänni
29. März 2023
| Künstler        | Titel                |
| --------------- | -------------------- |
| Luca Hänni      | Salsa ganze Nacht    |
| EAZ             | Diamant              |
| Baschi          | Don’t Think About Me |
| Peter Reber     | Bei Dir (Powder)     |
| Seven           | Wo warst Du          |
| Anna Rossinelli | She Got Me           |
| Joya Marleen    | Endless Summer Days  |

### Folge 5 – Anna Rossinelli
5. April 2023
| Künstler        | Titel               |
| --------------- | ------------------- |
| Anna Rossinelli | Mother              |
| Seven           | In Love for a While |
| Luca Hänni      | Let It Go           |
| Joya Marleen    | Bang Bang Bang      |
| Baschi          | Polaroid Picture    |
| Peter Reber     | Burn This City Down |
| EAZ             | Somebody Like You   |

### Folge 6 – EAZ
12. April 2023
| Künstler        | Titel         |
| --------------- | ------------- |
| EAZ             | Beautiful     |
| Joya Marleen    | Dore per Dore |
| Baschi          | Better Dayz   |
| Luca Hänni      | Alé           |
| Peter Reber     | Deep Thoughts |
| Seven           | Hit ’em Up    |
| Anna Rossinelli | Murda         |

EAZ wählte keinen «Song des Abends». Er widmete den Abend dem musikalischen Leiter der Begleitband.

### Folge 7 – Seven
19. April 2023
| Künstler        | Titel               |
| --------------- | ------------------- |
| Seven           | Geh mach Erinnerung |
| Peter Reber     | Back in Time        |
| Joya Marleen    | On & On             |
| EAZ             | Mother              |
| Anna Rossinelli | City of Gold        |
| Luca Hänni      | Asche im Wind       |
| Baschi          | Partytown           |

### Folge 8 – Duette
26. April 2023
| Künstler                     | Titel                       |
| ---------------------------- | --------------------------- |
| Baschi und Luca Hänni        | Gib mer e Chance            |
| Peter Reber und Joya Marleen | This Is How I Met Music     |
| EAZ und Anna Rossinelli      | Murda                       |
| Joya Marleen und Seven       | It’s Been a While           |
| Baschi und Anna Rossinelli   | Liverpool                   |
| Luca Hänni und EAZ           | Diamant                     |
| Peter Reber und Seven        | Ha mys Härz uf der Büni gla |

## Fünfte Staffel
Die fünfte Staffel wurde vom 6. März bis 1. Mai 2024 im wöchentlichen Rhythmus bei dem Fernsehsender 3+ ausgestrahlt. Neuer Gastgeber war Dodo, Drehort war wiederum ein Haus auf Gran Canaria. Die weiteren Künstler waren Marc Sway, Nemo, Marius Bear, Eliane, Vincent Gross und Cachita.
Folgenübersicht: Der jeweilige «Song des Abends» ist grün unterlegt.

### Folge 1 – Marc Sway
6. März 2024
| Künstler      | Titel                                              |
| ------------- | -------------------------------------------------- |
| Marc Sway     | The Best                                           |
| Nemo          | Ready for the Ride                                 |
| Marius Bear   | Hemmigslos liebe von Marc Sway und Fabienne Louves |
| Eliane        | Wo mis Herz schlaht                                |
| Vincent Gross | Denkmal                                            |
| Cachita       | Way Back Home                                      |
| Dodo          | Severina                                           |

### Folge 2 – Nemo
13. März 2024
| Künstler      | Titel         |
| ------------- | ------------- |
| Nemo          | This Body     |
| Vincent Gross | Ke Bock       |
| Cachita       | 5i uf de Uhr  |
| Dodo          | Himalaya      |
| Marc Sway     | Du            |
| Eliane        | Dance with me |
| Marius Bear   | 365           |

### Folge 3 – Eliane
20. März 2024
| Künstler      | Titel                                |
| ------------- | ------------------------------------ |
| Eliane        | Wildfire                             |
| Dodo          | Leave a Light On                     |
| Nemo          | Hideaway                             |
| Marius Bear   | I Can’t Let You Break My Heart Again |
| Cachita       | Keep You Safe                        |
| Marc Sway     | For You                              |
| Vincent Gross | Tik Tok                              |

### Folge 4 – Marius Bear
27. März 2024
| Künstler      | Titel                                                          |
| ------------- | -------------------------------------------------------------- |
| Marius Bear   | Lonely Boy von The Black Keys                                  |
| Marc Sway     | I Wanna Dance with Somebody (Who Loves Me) von Whitney Houston |
| Cachita       | Girls Do Cry (Boys Do Cry)                                     |
| Dodo          | High Notes                                                     |
| Vincent Gross | Easy                                                           |
| Nemo          | Remember Me                                                    |
| Eliane        | Evergreen                                                      |

### Folge 5 – Cachita
3. April 2024
| Künstler      | Titel                                      |
| ------------- | ------------------------------------------ |
| Cachita       | Habitación 103                             |
| Marius Bear   | Pabla                                      |
| Dodo          | Riete de mi                                |
| Marc Sway     | Danke                                      |
| Eliane        | Una lettera d’amore (Liebesbrief a mich)   |
| Vincent Gross | Der Regen meines Lebens (Rain for My Soul) |
| Nemo          | Chli Hmm Ha                                |

### Folge 6 – Vincent Gross
17. April 2024
| Künstler      | Titel              |
| ------------- | ------------------ |
| Vincent Gross | Ouzo               |
| Eliane        | Hey                |
| Marc Sway     | Frei               |
| Nemo          | Du träumst nur     |
| Dodo          | Fiesta del mar     |
| Marius Bear   | Teddybär           |
| Cachita       | Über uns die Sonne |

### Folge 7 – Dodo
24. April 2024
| Künstler      | Titel                                      |
| ------------- | ------------------------------------------ |
| Dodo          | Im Mai                                     |
| Vincent Gross | Helga                                      |
| Nemo          | Plan B                                     |
| Eliane        | 1 Stund                                    |
| Cachita       | Hippie-Bus                                 |
| Marius Bear   | Hol de Rum                                 |
| Marc Sway     | Brütigam von Dodo featuring Dabu Fantastic |

### Folge 8 – Duette
1. Mai 2024
| Künstler                  | Titel                                                          |
| ------------------------- | -------------------------------------------------------------- |
| Cachita und Marc Sway     | Way Back Home                                                  |
| Marius Bear und Nemo      | 365                                                            |
| Vincent Gross und Dodo    | Helga                                                          |
| Cachita und Eliane        | Keep You Safe                                                  |
| Nemo und Dodo             | Plan B                                                         |
| Vincent Gross und Eliane  | Tik Tok                                                        |
| Marc Sway und Marius Bear | I Wanna Dance with Somebody (Who Loves Me) von Whitney Houston |

## Sechste Staffel
Die sechste Staffel wurde im August und September 2024 aufgezeichnet und vom 17. März bis 5. Mai 2025 jeweils montags bei dem Fernsehsender 3+ ausgestrahlt. Gastgeber war wiederum Dodo, Drehort war wiederum ein Haus auf Gran Canaria. Die weiteren Künstler waren Nicole Bernegger, von der Band Gotthard deren Frontmann Nic Maeder und Bassist Marc Lynn, Kings Elliot, Zian, Aurel Hassler von der Stubete Gäng und die Rapperin Gigi.
Folgenübersicht: Der jeweilige «Song des Abends» ist grün unterlegt.

### Folge 1 – Gotthard
17. März 2025
| Künstler         | Titel              |
| ---------------- | ------------------ |
| Gigi             | Lift U Up          |
| Zian             | One Life, One Soul |
| Nicole Bernegger | Remember It’s Me   |
| Aurel Hassler    | C’est la vie       |
| Dodo             | 10.000 Faces       |
| Kings Elliot     | Heaven             |

### Folge 2 – Kings Elliot
24. März 2025
| Künstler                 | Titel                                 |
| ------------------------ | ------------------------------------- |
| Nic Maeder und Marc Lynn | Butterfly Pen                         |
| Nicole Bernegger         | Till I Die                            |
| Dodo                     | Like I Was Never Here                 |
| Aurel Hassler            | I’m Getting Tired of Me               |
| Zian                     | Dancing Alone                         |
| Gigi                     | It’s Your Birthday (It’s My Birthday) |

### Folge 3 – Zian
31. März 2025
| Künstler                 | Titel        |
| ------------------------ | ------------ |
| Nicole Bernegger         | Demon Inside |
| Gigi                     | Show You     |
| Kings Elliot             | Wasteland    |
| Dodo                     | For You      |
| Nic Maeder und Marc Lynn | Old Again    |
| Aurel Hassler            | Grateful     |

### Folge 4 – Stubete Gäng
7. April 2025
| Künstler                 | Titel                                                              |
| ------------------------ | ------------------------------------------------------------------ |
| Nic Maeder und Marc Lynn | Göschene Airolo                                                    |
| Kings Elliot             | Footprints (Zwei Spure)                                            |
| Zian                     | Mini Fründin isch schön                                            |
| Gigi                     | Du                                                                 |
| Nicole Bernegger         | Stärnschnuppe                                                      |
| Dodo                     | Petra Sturzenegger / Dä Pizzaiolo / Dunne mit de Gäng (Hit-Medley) |

### Folge 5 – Nicole Bernegger
14. April 2025
| Künstler                 | Titel                 |
| ------------------------ | --------------------- |
| Nicole Bernegger         | Alchemy               |
| Aurel Hassler            | Fuul (The Fool)       |
| Zian                     | Don’t Stay Away       |
| Dodo                     | I Still Walk          |
| Nic Maeder und Marc Lynn | Red Blue Yellow Green |
| Gigi                     | Back to You           |
| Kings Elliot             | Homesick              |

### Folge 6 – Gigi
21. April 2025
| Künstler                 | Titel            |
| ------------------------ | ---------------- |
| Kings Elliot             | Numb (Empfang)   |
| Dodo                     | Bella Donna      |
| Aurel Hassler            | Lässig (Hässig)  |
| Zian                     | Alive            |
| Nic Maeder und Marc Lynn | Wolke            |
| Nicole Bernegger         | Movies Not Moves |

### Folge 7 – Dodo
28. April 2025
| Künstler                 | Titel                 |
| ------------------------ | --------------------- |
| Zian                     | Pretty (Loreley)      |
| Gigi                     | Nagellack             |
| Nicole Bernegger         | Was Du liebst         |
| Kings Elliot             | Storm (Sturm)         |
| Nic Maeder und Marc Lynn | Leu vo Züri           |
| Aurel Hassler            | Ballade für Annemarie |

### Folge 8 – Duette
5. Mai 2025
| Künstler                                 | Titel                   |
| ---------------------------------------- | ----------------------- |
| Dodo & Zian                              | Pretty (Loreley)        |
| Gigi & Nicole Bernegger                  | Movies Not Moves        |
| Kings Elliot & Aurel Hassler             | I’m Getting Tired of Me |
| Nic Maeder und Marc Lynn & Zian          | One Life, One Soul      |
| Dodo & Gigi                              | Nagellack               |
| Nicole Bernegger & Kings Elliot          | Homesick                |
| Aurel Hassler & Nic Maeder und Marc Lynn | Göschene Airolo         |